# Progetto greco

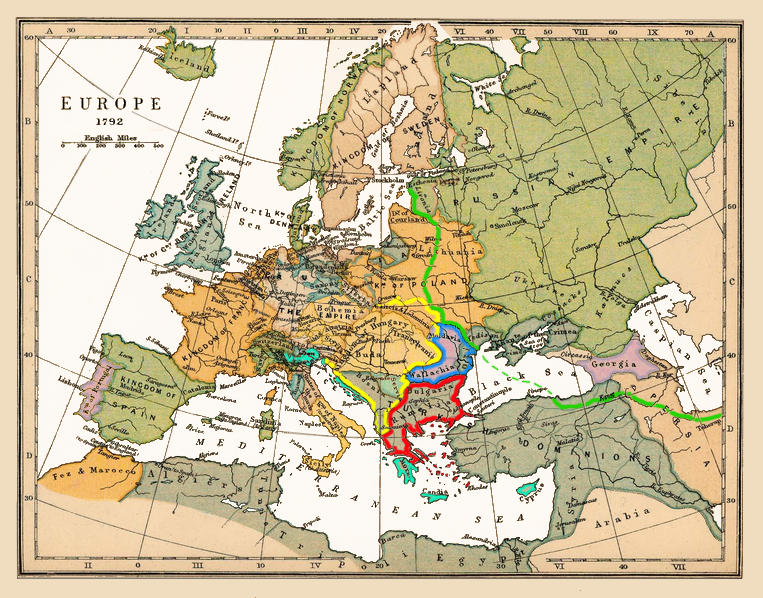
Il progetto greco di Caterina II. In rosso, l'Impero neo-bizantino, che avrebbe affidato al nipote Konstantin; in azzurro, il Regno di Dacia, che avrebbe affidato al favorito Grigorij Potëmkin; in giallo le compensazioni da assegnare all'impero asburgico mentre in celeste le compensazioni per Venezia.

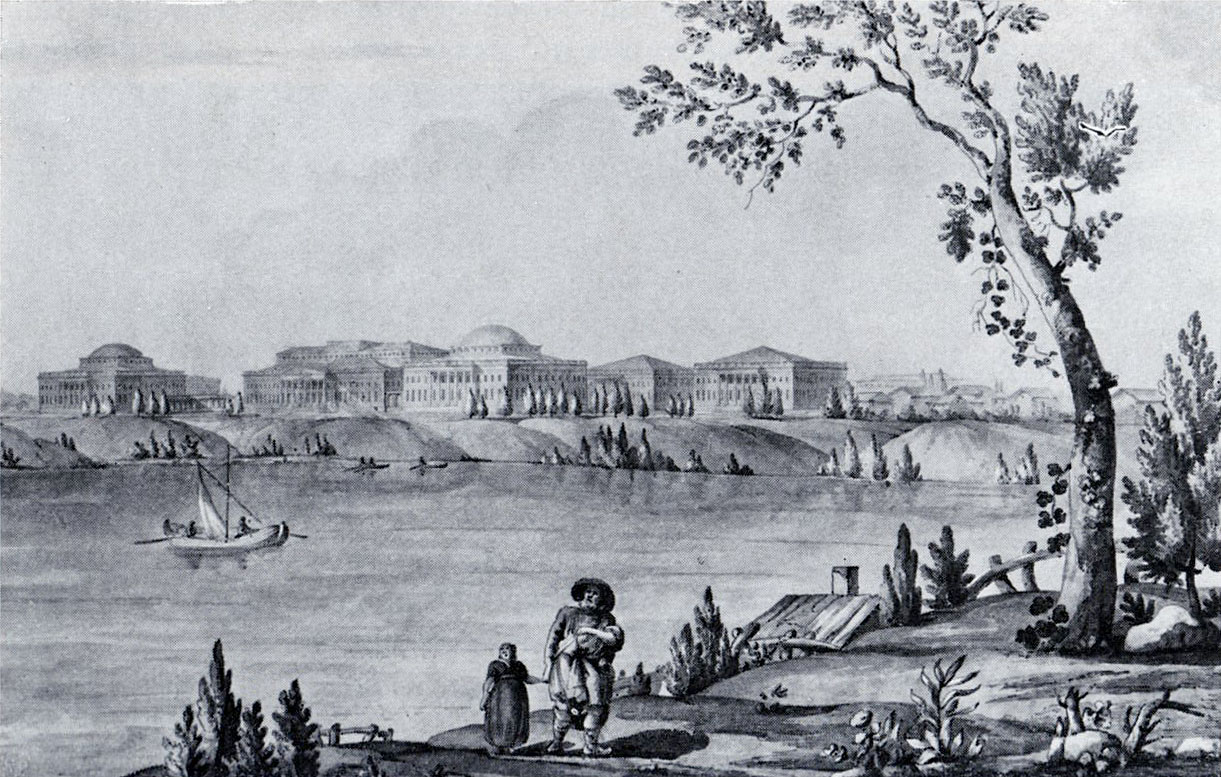
Veduta del Palazzo Pella, 1796. Costruito sulla riva sinistra del fiume Neva da Caterina II per il nipote e futuro zar Alessandro (1785-1789), trae il nome dal luogo di nascita di Alessandro Magno.

Il progetto greco (in russo Греческий проект?) fu un'iniziativa geopolitica russa del 1780 che segnò l'inizio della questione d'oriente.
Il piano, concepito da Caterina II di Russia, prevedeva la partizione dei territori europei dell'Impero ottomano a vantaggio dell'Impero russo e della monarchia asburgica.

## Descrizione
La rivoluzione diplomatica e la conseguente guerra dei sette anni esaurirono la Gran Bretagna e la Francia e le misero in una posizione di svantaggio. L'ascesa al trono di Caterina la Grande ha segnato anche una nuova linea di politica estera. Durante la guerra russo-turca (1768-1774), la Gran Bretagna fornì porti alle navi russe, mentre la Francia vide le spartizioni della Polonia e l'insolvenza dell'alleanza franco-ottomana a causa della debolezza dell'Impero ottomano.
La passività della Russia durante la guerra d'indipendenza americana ha deluso la Gran Bretagna. Il trattato di Küçük Kaynarca è una preoccupazione in entrambe le forze navali dell'Europa occidentale.
Il progetto greco, che essenzialmente prevede il restauro di Bisanzio sotto l'egida e la tutela russa e l'espulsione degli ottomani in Asia Minore, è un vero shock per Gran Bretagna e Francia. Il primo si sentiva minacciato dalla sua rotta mediterranea verso l'India britannica, ed il secondo dal suo alleato orientale nella lotta contro il Sacro Romano Impero. Ciò creò un antagonismo che raggiunse il suo apogeo con la guerra di Crimea e terminò con l'accordo sugli Stretti del marzo 1915 all'interno dell'Intesa.